# Арлингтън (Тексас)
Вижте пояснителната страница за други значения на Арлингтън.
А̀рлингтън (на английски: Arlington) е град в щата Тексас, Съединените американски щати.
Градът е с население от 359 467 жители (по оценка към 1 юли 2004 г.), което го нарежда на 7-о място в щата и на 50-о в страната. Общата площ на града е 256,5 km².